# Klodsestudie
Klodsestudie er en dansk eksperimentalfilm fra 1949 med instruktion og manuskript af Richard Winther.

## Handling
Filmen arbejder med en kombination af et begrænset sæt elementer: Klodser optaget vinkelret ovenfra, belyst fra to sider og bevæget ved stopmotion på kvadreret papir.